# A zamárdi római katolikus templom orgonája
A zamárdi római katolikus templom orgonája hárommanuálos, pedálos, 16 regiszteres francia barokk stílusú orgona. A templom régi orgonája a második világháború során megsemmisült. Az új orgona felépítésére és átadására 2010-ben került sor.

## A templom
Zamárdi Somogy vármegyében, a Balaton partján található. Legnagyobb temploma a Zamárdi Kisboldogasszony római katolikus plébániatemplom. A barokk stílusú épület 1774-ben épült.

## Az orgonák története
A Zamárdi templom első orgonája nem sokkal a templom építése után, 1786-ban épült. Ezt a hangszert azonban a II. világháborúban a balatoni harcok során a szovjetek tönkretették. Az orgonaszéket elégették, a sípokat pedig elvitték.
Az új orgona építéséről 2006-ban, a templom új harangjának felszentelésekor döntöttek, s Kocsi György atya jelentette be. Az orgona terveit Budavári Attila ezüstkoszorús orgonaépítő mester, a Pécsi Orgonaépítő Manufaktúra Kft. tulajdonos-ügyvezetője készítette el. Egy Magyarországon egyedülálló, francia barokk stílusú hangszert képzelt el a templomba. A hangszer megépítése a Pécsi Orgonaépítő Manufaktúra Kft. és a francia Bertrand Cattiaux orgonaépítő mester műhelyének együttműködésével valósult meg. Az orgona 26,5 millió forintba került, amely összeg a plébánia által eladott telkekből, valamint adományokból  gyűlt össze. Érdekesség, hogy az orgona megépítése előtt az épület állapotából adódóan szükség volt több kiegészítő munkára. A II. világhúború előtt földrengések miatt ugyanis a megrepedt boltozatot vasrúddal kellett összekötni, amely rúd zavarta az orgona külső megjelenésének összképét. Ezt a problémát végül egy áthidaló acélsodrony beépítésével oldották meg.  Az építő munkálatok 2009. július 16.-án kezdődtek és augusztus 16.-án fejeződtek be. Az orgona alkatrészeinek elkészítését és az orgona felépítését a pécsi orgonaépítők végezték, a francia mester által elkészített tervek alapján. A hangszert Bernard Cattaux intonálta 2009 augusztusában. Az orgona felépítése összesen 6500 munkaórát vett igénybe.
Az orgonát Dr. Takács Nándor ny. székesfehérvári püspök szentelte fel 2010. június 27-én. A két nyitó koncertet  a Budapesti Zeneakadémia professzorai: Pálúr János, Ruppert István, Fassang László, valamint Kováts Péter orgonaművész adták.

## Az orgona
A zamárdi orgona külső megjelenésében és hangzásában is egyedülálló, hiszen az első francia barokk stílusú orgona Magyarországon. A hangszer súlya 2340 kg. A csúszkaládás orgona játék- és regisztertraktúrája tisztán mechanikus rendszerű. A fújtatómotor és a két ékfúvó az orgona mögött, a toronyban foglalnak helyet. Az orgonaszekrény, a játszószekrény, a szélládák és a fasípok tölgyfából készültek. A manuálbillentyűkön csont- és ébenfafeltét található. Az ónsípok 10 és 80%-os ónötvözetből valók.
Az orgonának 1030 db sípja van, amelyből 37 homlokzati síp, 820 belső ónsíp, 63 fasíp és 110 nyelvsíp. A hangolás magassága 415 Hz/18 °C. A hangszeren a tervezett 2 manuál mellé végül egy különleges szóló cornet manuált is beépítettek. 
A hangszer teljes egészében magyar termék, a fújtatómotor kivételével minden alkatrész a Pécsi Orgonaépítő Manufaktúra műhelyében készült.

## Diszpozíció[6]
| Pédalier (C, D-f') | I. Positif (C, D-g"')  | II. Grand Orgue (C, D-g"') | III. Récit (c'-g"') |
| ------------------ | ---------------------- | -------------------------- | ------------------- |
| 1. Soubasse 16'    | 3. Bourdon 8'          | 11. Montre 8'              | 16. Cornet 5× 8'    |
| 2. Bourdon 8'      | 4. Flûte 4'            | 12. Bourdon 8'             |                     |
| I + P              | 5. Nazard 2 2/3'       | 13. Prestant 4'            |                     |
| II + P             | 6. Quarte de Nazard 2' | 14. Doublette 2'           |                     |
|                    | 7. Tierce 1 3/5'       | 15. Plein jeu 3× 1 1/3'    |                     |
|                    | 8. Larigot 1 1/3'      | I + II                     |                     |
|                    | 9. Cromorne 8'         | III + II                   |                     |
|                    | 10. Voix Humaine 8'    |                            |                     |
|                    | Trémolo                |                            |                     |